# الدهم (السوادية)

تعديل مصدري - تعديل

الدهم هي إحدى قرى عزلة الحراتيك بمديرية السوادية التابعة لمحافظة البيضاء، بلغ تعداد سكانها 170 نسمة حسب تعداد اليمن لعام 2004.